# Donington Live 1992
Donington Live 1992 är en livevideo med den brittiska heavy metalgruppen Iron Maiden som släpptes i november, 1993. 
Videon som spelades in under festivalen Monsters of Rock och under turnén Fear of the Dark Tour och på Donington Park i Castle Donington i England den 22 augusti, 1992. 
Under den här turnén hade flera band inom hårdrocken spelat som till exempel Slayer, W.A.S.P. och Thunder. Det var den första live videon med Janick Gers som ersatt Adrian Smith som gitarrist. Konserten blev speciell för på sista låten som spelades, "Running Free", kom Adrian Smith upp på scenen och spelade med bandet ännu en gång. Smith gick med i bandet igen 1999
Detta var också andra gången Iron Maiden uppträdde på Donington, den första gången hade varit 1988 och under turnén till albumet Seventh Son of a Seventh Son. Den festivalen hade slutat med en tragedi då två människor trampades ihjäl under spelningen av Guns N' Roses.
Det har släppts en bootleg version av den här konserten på dvd och den gavs även ut på cd, se Live at Donington.

## Låtlista
1. Be Quick or Be Dead (Dickinson, Gers)
2. The Number of the Beast (Harris)
3. Wrathchild (Harris)
4. From Here to Eternity (Harris)
5. Can I Play with Madness (Smith, Dickinson, Harris)
6. Wasting Love (Dickinson, Gers)
7. Tailgunner (Harris, Dickinson)
8. The Evil That Men Do (Smith, Dickinson, Harris)
9. Afraid To Shoot Strangers (Harris)
10. Fear of the Dark (Harris)
11. Bring Your Daughter...To the Slaughter (Dickinson)
12. The Clairvoyant (Harris)
13. Heaven Can Wait (Harris)
14. Run to the Hills (Harris)
15. 2 Minutes to Midnight (Smith, Dickinson)
16. Iron Maiden (Harris)
17. Hallowed Be Thy Name(Harris)
18. The Trooper (Harris)
19. Sanctuary (Harris, Di'Anno, Murray)
20. Running Free (Harris, Di'Anno)

## Banduppsätting
- Bruce Dickinson - sång
- Janick Gers - gitarr
- Dave Murray - gitarr
- Steve Harris - bas
- Nicko McBrain - trummor